# Buenavista del Norte
Buenavista del Norte je jednou z 31 obcí na španělském ostrově Tenerife. Nachází se na západě ostrova, sousedí s municipalitami Los Silos a Santiago del Teide. Její rozloha je 67,42 km², v roce 2019 měla obec 4 778 obyvatel. Je součástí comarcy Daute/Teno. Na velké části území obce se rozkládá chráněná oblast Parque rural de Teno. Jižní pobřeží je tvořeno strmými útesy Los Gigantes.